# Злокућани (Битољ)
Злокућани (мкд. Злокуќани) су насеље у Северној Македонији, у јужном делу државе. Злокућани припадају општини Битољ.

## Географија
Насеље Злокућани је смештено у јужном делу Северне Македоније. Од најближег већег града, Битоља, насеље је удаљено 8 km јужно.
Злокућани се налазе у југозападном делу Пелагоније, највеће висоравни Северне Македоније. Насеље је смештено југозападно од поља, на источним падинама планине Баба. Надморска висина насеља је приближно 960 метара.
Клима у насељу је планинска због знатне надморске висине.

## Становништво
Злокућани су према последњем попису из 2021. године били без становника. Село је било настањено Албанцима.